# Chibuike Okeke
Chibuike Okeke (* 9. September 1979) ist ein ehemaliger nigerianischer Fußballspieler.

## Karriere
Okeke gehörte dem 1. FC Union Berlin an, für den er die Saison 2000/01 in der drittklassigen Regionalliga Nord bestritt, in 34 Punktspielen drei Tore erzielte und als Meister in die 2. Bundesliga aufstieg.
Während der laufenden Saison erreichte er mit der Mannschaft – nachdem er zuvor vier Pokalspiele bestritten hatte – das DFB-Pokal-Finale, das am 26. Mai 2001 jedoch mit 0:2 gegen den FC Schalke 04 verloren wurde. Als unterlegener Finalist war er mit seiner Mannschaft für die Teilnahme am UEFA-Pokal-Wettbewerb qualifiziert und bestritt einzig die beiden Zweitrundenspiele gegen den bulgarischen Vertreter Litex Lowetsch. Das am 18. Oktober 2001 in Berlin ausgetragene Hinspiel wurde mit 0:2 verloren, das am 20. Oktober 2001 ausgetragene Rückspiel endete torlos. In den drei aufeinander folgenden Spielzeiten kam er in jeder erneut und insgesamt sechsmal zum Einsatz.
Von 2001 bis 2004 bestritt er 56 Punktspiele in der 2. Bundesliga und erzielte drei Tore. Sein Debüt gab er am 3. August 2001 (2. Spieltag) beim 3:0-Sieg im Auswärtsspiel gegen Rot-Weiß Oberhausen, sein erstes Tor erzielte er am 23. September 2001 (7. Spieltag) beim 3:0-Sieg im Heimspiel gegen den 1. FC Schweinfurt 05 mit dem Treffer zum 2:0 in der 18. Minute.
Nachdem der 1. FC Union Berlin am Saisonende 2003/04 als 17. des Klassements in die Regionalliga Nord absteigen musste, wechselte er zum kommenden Ligakonkurrenten Chemnitzer FC, mit dem er wegen der besseren Tordifferenz gegenüber der Amateurmannschaft von Borussia Dortmund die Klasse soeben noch halten konnte; 23 Punktspiele und vier Tore trug er dazu bei. Doch in der Folgesaison, in der er lediglich viermal eingesetzt wurde, stieg seine Mannschaft als Letzte von 19 teilnehmenden Mannschaften in die viertklassige Regionalliga Nordost ab. Vom 1. Oktober 2005 bis 30. Juni 2006 blieb er zunächst vereinslos, bevor er sich zur Saison 2006/07 dem Berlin Ankaraspor Kulübü 07 in der Oberliga Nordost, Staffel Nord anschloss und in dieser bis Saisonende 2007/08 Punktspiele bestritt.

## Erfolge
- Meister der Regionalliga Nord 2001 und Aufstieg in die 2. Bundesliga 2001 (mit dem 1. FC Union Berlin)
- DFB-Pokal-Finalist 2001 (mit dem 1. FC Union Berlin)
- Teilnahme am UEFA-Pokal-Wettbewerb (mit dem 1. FC Union Berlin)